# Homo videns
Homo videns – zjawisko, zdefiniowane przez Giovanniego Sartoriego, które polega na zmianie myślenia ludzi spowodowanej współczesnymi mediami, kultem obrazu a także wpajanie oceny poprzez wartość widoczną, czyli takie cechy jak: wygląd, stan posiadania. Autor tego pojęcia podkreśla powolne tracenie zdolności użytkowania pojęć abstrakcyjnych, czyli spłycanie refleksyjności, przekazu, myślenia.
"Homo videns" nie posiada umiejętności używania pojęć abstrakcyjnych i tworzenia symboli. Następuje redukcja kompetencji językowych i refleksji myślowej. Język staje się tylko narzędziem do porozumiewania się. Głównym powodem przekształcania się ludzi w istoty, które autor określa mianem homo videns, są media: telewizja, internet, prasa. Jak pisze Sartori  "telewizja osłabia naszą zdolność myślenia abstrakcyjnego i wraz z nią całą naszą zdolność rozumienia. Dawny Homo sapiens staje się Homo videns"